# تابستان عشقی من
تابستان عشقی من (انگلیسی: My Summer of Love) فیلمی به کارگردانی پاوئو پاولیکوفسکی و تهیه‌کنندگی مشترک کریس کالینز و تانیا سقاچیان است که در سال ۲۰۰۴ منتشر شد.
از بازیگران آن می‌توان به ناتالی پرس، امیلی بلانت و پدی کانسیداین اشاره کرد.
این فیلم بر اساس رمانی به همین نام از هلن کراس ساخته شده‌است. این فیلم به رابطه لزبین دو زن جوان با طبقه اجتماعی و پیشینه مختلف می‌پردازد.